# Álvaro Orrego Barros
Álvaro Orrego Barros (Santiago de Chile, 22 de junio de 1885 - 3 de marzo de 1940) fue un político, diputado e ingeniero chile. Era hijo de  Augusto Orrego Luco y Martina Barros Borgoño. 
Estudió en el Liceo de Aplicación de Santiago y en la Universidad de Chile, donde se recibió de ingeniero civil el 19 de noviembre de 1906, dedicándose a su profesión al servicio de la Municipalidad de Santiago, siendo su primera obra la construcción del alcantarillado de Santiago.

## Actividades públicas
- Militante del Partido Liberal desde 1903.
- Diputado por Santiago (1909-1912); miembro de la comisión permanente de Obras Públicas.
- Ministro subrogante de Obras Públicas (1912).
- Diputado por Ancud, Quinchao y Castro (1912-1915); figuró en la comisión permanente de Asistencia Pública y Culto.
- Miembro de la Delegación de Chile a la Conferencia Internacional sobre el Trabajo, celebrada en París, Francia (1914).
- Diputado por Llanquihue y Carelmapu (1915-1918); integrante de la comisión permanente de Trabajo y Previsión Social.

Fue miembro del Instituto de Ingenieros de Chile, del Club de La Unión y otras instituciones sociales. Participó de varias conferencias sobre trabajo, legislación social, ingenierías públicas y otros temas de interés social de la época. En 1921 se retira de la vida política para dedicarse a disfrutar su fortuna, viajando por Europa e iniciando una pequeña empresa ganadera de ovinos en la zona austral del país, lo que desarrolló hasta su fallecimiento en 1940.